# Józef Daniec
Józef Jan Daniec (ur. 1 maja 1880 w Bochni, zm. 21 stycznia 1958 w Le Luc en Provence) – generał brygady Wojska Polskiego.

## Życiorys
Urodził się w rodzinie Mateusza i Anny z Jasińskich. Po ukończeniu gimnazjum w rodzinnej Bochni podjął studia na Wydziale Prawa i Administracji Uniwersytetu Jagiellońskiego, które ukończył w 1910. Po ukończeniu studiów rozpoczął praktykę adwokacką.
W latach 1912–1914 był członkiem Związku Strzeleckiego w Rzeszowie, w ramach którego ukończył kurs oficerski. Od sierpnia 1914 w Legionach Polskich. Początkowo pełnił służbę w 2 pułku piechoty, następnie w artylerii II Brygady, a w końcu w Audytoriacie Legionów Polskich na stanowisku szefa Sądu Polowego Komendy Legionów. W lipcu 1917, po kryzysie przysięgowym, został zwolniony z wojska.
24 stycznia 1919 został przyjęty do Wojska Polskiego. W stopniu majora został pierwszym szefem Sądu Wojskowego przy Dowództwie Okręgu Generalnego w Warszawie, od 8 listopada 1921 działającego jako Wojskowy Sąd Okręgowy Nr I w Warszawie. 31 marca 1924 Prezydent RP Stanisław Wojciechowski mianował go generałem brygady ze starszeństwem z dniem 1 lipca 1923 i 6. lokatą w korpusie generałów, a 12 sierpnia 1924 mianował sędzią Najwyższego Sądu Wojskowego w Warszawie. Obowiązki na nowym stanowisku objął dopiero po zakończeniu urlopu kuracyjnego dla podratowania zdrowia.
22 maja 1926 Marszałek Sejmu Maciej Rataj, w zastępstwie Prezydenta RP, zwolnił go ze stanowiska sędziego Najwyższego Sądu Wojskowego i mianował Naczelnym Prokuratorem Wojskowym. Równocześnie Minister Spraw Wojskowych, marszałek Polski Józef Piłsudski mianował go szefem Departamentu IX Sprawiedliwości Ministerstwa Spraw Wojskowych. W 1928 był inicjatorem powołania „Wojskowego Przeglądu Prawniczego”. Z dniem 31 grudnia 1932 został zwolniony ze stanowiska szefa Departamentu Sprawiedliwości MSWojsk. i Naczelnego Prokuratora Wojskowego, a z dniem 31 marca 1933 został przeniesiony w stan spoczynku.
W 1939 przedostał się na Węgry, gdzie był internowany. Po wojnie osiedlił się we Francji. Zmarł 21 stycznia 1958 w Le Luc w Prowansji. Został pochowany na Cmentarzu Komunalnym przy ul. Orackiej w Bochni (sektor XIV-4-1).

## Awanse
- porucznik audytor – 13 listopada 1914
- kapitan audytor – 26 listopada 1916
- major Korpusu Sądowego – 1919

## Ordery i odznaczenia
- Krzyż Komandorski Orderu Odrodzenia Polski (10 listopada 1928)[9][10][11]
- Krzyż Niepodległości (27 czerwca 1938)[12]
- Krzyż Oficerski Orderu Odrodzenia Polski (2 maja 1923 „w uznaniu zasług, położonych dla Rzeczypospolitej Polskiej na polu administracji wojskowej”)[13][14]
- Krzyż Walecznych (trzykrotnie)
- Złoty Krzyż Zasługi (17 marca 1930)[15]
- Medal Pamiątkowy za Wojnę 1918–1921[10]
- Medal Dziesięciolecia Odzyskanej Niepodległości[10]